# Jorge Segovia
Jorge Segovia Bonet (Madrid, 22 de abril de 1962) es un empresario y dirigente de fútbol español radicado en Chile. Es presidente de la Institución Internacional SEK.
Ha intervenido en diversos cargos relacionados al fútbol chileno, habiendo ocupado altos cargos en la Asociación Nacional de Fútbol Profesional (ANFP) hasta el 12 de febrero de 2013, fecha en la cual presentó su renuncia al cargo de segundo vicepresidente. Además ha sido presidente del club Unión Española.

## Familia y estudios
Nació en Madrid, España. Es hijo del educador Felipe Segovia Olmo y de María Rosa Bonet; y hermano de Nieves Segovia Bonet.
Tiene un Master in Educational Leadership, Florida Atlantic University y un PhD in Education, Florida Atlantic University.[cita requerida]

## Carrera empresarial

### Educación
Su principal rubro empresarial ha sido el educativo, ya que comenzó a trabajar con su padre Felipe Segovia Olmo en Institución Educativa SEK. SEK son las iniciales de San Estanislao Kostka, nombre del primer colegio, en Madrid, del grupo empresarial Institución Educativa SEK, dirigido por Segovia Olmo.
En 1982 Jorge Segovia llegó a Santiago de Chile a fundar el primer colegio fuera de Europa, denominado Colegio Internacional SEK Chile, el que imparte educación pre-escolar, básica y media. En 1989 la Institución Internacional SEK, presidida por Segovia, se separa de la Institución Educativa SEK, creando nuevos centros educativos privados en Iberoamérica.
Actualmente, la Institución Internacional SEK, posee 24 colegios distribuidos en Chile, Paraguay, Guatemala, Panamá, República Dominicana, Costa Rica, México, Reino Unido, Italia, Ecuador, Estados Unidos, Hungría, Sudáfrica y España. Posee, además, las universidades Universidad Internacional SEK Chile y Universidad Internacional SEK Ecuador.

### Fútbol
Apareció en el mundo del fútbol chileno en julio de 2008, cuando adquirió la totalidad de la propiedad de los derechos federativos, pases de jugadores, series menores y logo del club Unión Española, en una cifra aproximada a los 2.500 millones de pesos. Durante su mandato se comenzó con la remodelación del estadio del club, llamado ahora Santa Laura-Universidad SEK, en el que se ha invertido alrededor de US$ 5 millones.
Bajo su gestión en Unión Española el club se salvó del descenso a fines de la temporada 2008, cuando jugó la liguilla de promoción, y durante el primer semestre de 2009, y con Luis Hernán Carvallo como técnico, el equipo hispano llegó a la final del torneo de apertura, donde cayó ante Universidad de Chile. Unión volvió al plano internacional después de tres años al jugar la Copa Sudamericana. En 2010, bajo la dirección técnica de José Luis Sierra, Unión Española clasifica para jugar la Copa Libertadores de 2011.
Fue elegido presidente de la Asociación Nacional de Fútbol Profesional (ANFP) en 2010, tras vencer a Harold Mayne-Nicholls en la elección del jueves 4 de noviembre. Sin embargo, el 22 de noviembre el directorio derrotado de Mayne-Nicholls dio a conocer una resolución que inhabilitaba a Segovia para asumir el cargo, ya que el reglamento de la institución prohíbe que sean dirigentes personas que tengan una participación superior al 10% en empresas que hayan celebrado algún contrato con la ANFP o clubes asociados. Convocadas nuevas elecciones, son ganadas por Sergio Jadue, quien inmediatamente habilita a Segovia nombrándole segundo vicepresidente de la ANFP, presidente del Canal del Fútbol y presidente del INAF.
Unión Española se proclamó en el 2013 campeón de Liga y de la Supercopa.
Segovia fue interpretado por el actor Daniel Muñoz en la serie El presidente de Amazon Prime Video, que narra el caso de Sergio Jadue y sus vínculos con el denominado «FIFA Gate». Tras el estreno de la serie en 2020, Segovia anunció la presentación de una demanda en contra de Amazon por lo que él consideraba era una "peligrosa mezcla de hechos reales con la ficción de los escritores".